# Горан Бреговић
Горан Бреговић (Сарајево, 22. март 1950) југословенски и српски је музичар и текстописац из Босне и Херцеговине. Вођа је Оркестра за свадбе и сахране. Био је фронтмен и члан некадашњег Бијелог дугмета, једне од најпопуларнијих рок група у тадашњој СФР Југославији крајем 1970-их и 1980-их година. Бреговић је био вођа и једини стални члан групе за све време њеног постојања. Након распада групе, Бреговић је компоновао за уметнике попут Игија Попа и Сезарије Еворе. Такође је компоновао музику за филмове Емира Кустурице.

## Биографија
Горан Бреговић је рођен у Сарајеву оцу Хрвату и мајци Српкињи. Отац му је био официр ЈНА из Копривнице. Након развода родитеља, Бреговић је остао да живи са мајком у Сарајеву.
Бреговић је свирао виолину у музичкој школи, али је у другом разреду избачен са образложењем да је неталентован. Његово музичко образовање се свело на оно што су му показивали другови све док му мајка није купила прву гитару. Потом је уписао уметничку школу, али га је мајка убрзо исписала због тога што је школа, наводно, била пуна хомосексуалаца. Мајка га је уписала у саобраћајну школу и, као компромис, допустила му да носи дугу косу. По преласку у нову школу, Бреговић се придружио школском бенду Изохипсе као бас-гитариста. Међутим, избачен је и из ове школе (овог пута због лошег понашања — слупао је школски Мерцедес). Бреговић је тада уписао гимназију и приступио гимназијском бенду Бештије (опет је свирао бас-гитару). У његовој шеснаестој години мајка га је напустила и Горан се морао сам бринути о себи свирајући народњаке у кафани у Коњицу, радећи на градилишту и продајући новине.
На наступу Бештија приметио га је Жељко Бебек и позвао га да свира бас-гитару у његовој групи Кодекси, што је Горан прихватио. У лето 1969. свирали су за туристе у дубровачком хотелу Сплендид. Потом су позвани у Напуљ да свирају у ноћном клубу. Прихватили су позив, али су се са газдом клуба разишли у погледу репертоара. Ипак остали су у Напуљу да свирају по ноћним клубовима. У то време Бреговић је са баса прешао на соло гитару, а те 1970. године група је свирала у саставу: Горан Бреговић, Жељко Бебек, Зоран Реџић и Милић Вукашиновић. У то време су били под снажним утицајем музичке групе Лед зепелин и Блек сабат, за шта је најзаслужнији био Милић Вукашиновић „заразивши“ их том врстом музике. Изгледа да је ово био разлог одласка Жељка Бебека из групе у јесен 1970. године. Ово је у јесен 1970. резултовало одласком ритам гитаристе и певача Жељка Бебека из групе. Крајем године су Бреговићева мајка и Реџићев брат Фадил дошли у Напуљ и одвели момке назад у Сарајево.
У јесен 1971. Горан је уписао студије филозофије и социологије, али је врло брзо одустао. У исто време је Милић Вукашиновић отишао у Лондон, тако да су Бреговић и Реџић почели да свирају у групи Јутро. Током неколико следећих година група је често мењала поставе, а 1. јануара 1974. група Јутро постала је Бијело дугме.

### Бијело дугме
Марта 1976. године ПГП РТБ је објавио ретроспективни албум Горана Бреговића на ком су се нашли први снимци групе Јутро, али и песме које је урадио за Зденку Ковачичек, Бисеру Велетанлић и Јадранку Стојаковић.

### Након Бијелог дугмета
Како је време Бијелог дугмета пролазило, тако је и Бреговић улазио у свет филмске музике. Његов први пројекат је био филм Емира Кустурице Дом за вешање (1989), који је постигао велики успех (и филм и музика из филма). Бреговић и Кустурица су наставили сарадњу и на Кустуричином следећем филму — Аризона Дрим снимљеном 1993. (занимљиво да је Бреговићеву музику изводио амерички рокер Иги Поп). Следећи његов пројекат, музика за филм Краљица Марго Патриса Шероа опет је постигао велики успех, а филм је добио две награде на Канском фестивалу 1994. године. Следеће године Златну палму осваја Кустуричин филм Подземље, за који је Бреговић компоновао музику.
Бреговићева музика доноси јужнословенске и ромске теме и фузија је популарне музике са традиционалном полифоном музиком са Балкана, тангом и дувачким оркестрима. Врло популаран у источној Европи, Бреговић је неколико пута оптуживан за крађу оригиналне ромске и народне музике са Балкана и за њено прерађивање и присвајање ауторства. Године 1997. радио је са турском певачицом Сезен Аксу на њеном албуму „Düğün ve Cenaze“. Године 2000. Бреговић је снимио албум „Kayah i Bregović“ са популарном пољском певачицом Кајом, који је у Пољској продат у више од 650.000 примерака.
Године 2005. учествовао је у три опроштајна концерта Бијелог дугмета.
Горан Бреговић тренутно живи у Паризу са супругом Џенаном Суџуком и своје три кћерке: Емом, Уном и Лулом. Такође има кћерку Жељку (из младалачке везе са плесачицом из сарајевског ноћног клуба), која му је родила унуку Бјанку.
Бреговић је имао наступ у паузи за гласање током финалне вечери Песме Евровизије 2008. у Београду.
Године 2010. Радио-телевизија Србије је објавила да ће Горан Бреговић компоновати три песме које ће се надметати за српског представника на Песми Евровизије 2010. у Ослу.

## Награде и признања
- Орден Карађорђеве звезде првог степена (15. фебруар 2021).[2]

## Занимљивости
Насловне стране албума Има нека тајна веза (Бијело дугме) и компилације Музика за филмове урађене су у сарадњи са познатим српским сликаром, Драганом Малешевићем Тапијем.
- Учествовао на радној акцији „Козара 76“ и добио ударничку значку.
- На Деветом конгресу Савеза социјалистичке омладине Босне и Херцеговине примио плакету у име групе.
- Избачен је из Савеза комуниста Босне и Херцеговине због нередовног доласка на партијске састанке.
- Отац му је био Хрват, а мајка Српкиња. Супруга му је муслиманка, Бреговић има три ћерке једна је муслиманка, једна је будиста, а једна православка.[3] Осим тога има једну ванбрачну ћерку од које има две унуке.[4]
- Први и бивши фронтмен групе Црвена јабука, Дражен Ричл, пародирао га је под именом Боран Геговић у првој сезони комедије Топ листа надреалиста.[5]
- У једној епизоди друге сезоне Надреалиста, у вестима је била новост да је Бреговић као председник СИВ-а примио Бруса Спрингстина као америчког секретара.[6]